# Municipio de Ewing (Illinois)
El municipio de Ewing (en inglés: Ewing Township) es un municipio ubicado en el condado de Franklin en el estado estadounidense de Illinois. En el año 2010 tenía una población de 1345 habitantes y una densidad poblacional de 13,66 personas por km².

## Geografía
El municipio de Ewing se encuentra ubicado en las coordenadas 38°4′39″N 88°52′29″O / 38.07750, -88.87472. Según la Oficina del Censo de los Estados Unidos, el municipio tiene una superficie total de 98.47 km², de la cual 92,97 km² corresponden a tierra firme y (5,58 %) 5,5 km² es agua.

## Demografía
Según el censo de 2010, había 1345 personas residiendo en el municipio de Ewing. La densidad de población era de 13,66 hab./km². De los 1345 habitantes, el municipio de Ewing estaba compuesto por el 98,22 % blancos, el 0,37 % eran afroamericanos, el 0,07 % eran asiáticos, el 0,07 % eran de otras razas y el 1,26 % eran de una mezcla de razas. Del total de la población el 0,52 % eran hispanos o latinos de cualquier raza.